# Епархия Сан-Жозе-дус-Пиньяйса
Епархия Сан-Жозе-дус-Пиньяйса (лат. Dioecesis Sancti Ioseph Pinealensis, порт. Diocese de São José dos Pinhais) — епархия Римско-Католической церкви с центром в городе Сан-Жозе-дус-Пиньяйс, Бразилия. Епархия Сан-Жозе-дус-Пиньяйса входит в митрополию Куритибы. Кафедральным собором епархии Сан-Жозе-дус-Пиньяйса является церковь святого Иосифа.  

## История
6 декабря 2006 года Римский папа Иоанн XXIII издал буллу «Ecclesia sancta», которой учредил епархию Сан-Жозе-дус-Пиньяйса, выделив её из aрхиепархии Куритибы.

## Ординарии епархии
- епископ Ladislau Biernaski (6.12.2006 — 13.02.2012);
- епископ Francisco Carlos Bach (3.10.2012 — по настоящее время).

## Источник
- Annuario Pontificio, Libreria Editrice Vaticana, Città del Vaticano, 2003, ISBN 88-209-7422-3
- Булла Quo plenius, AAS 99 (2007), стр. 7   (лат.)